# Таврический округ
Таврический округ (укр. Таврійська округа) — историческая административно-территориальная единица, существовавшая в составе Украинской Державы в 1918 году. В состав округа были включены Бердянский, Днепровский и Мелитопольский уезды бывшей Таврической губернии Российской империи. Функцию столицы округа выполнял город Бердянск. Имела площадь 35 060 км². Население — 901 198 человек (1897 г.), 1 760 000 чел. (1914 г.).
После восстановления Советской власти на Украине территория округа была в 1920 году разделена между Херсонской (Николаевской) и Александровской (Запорожской) губерниями.